# Уза (приток Шелони)
У́за — река в Псковской области России, левый приток Шелони. Длина 98 км, площадь бассейна 732 км². Принадлежит к бассейну Балтийского моря.
Река вытекает из озера Локно на Судомской возвышенности в Дедовичском районе. Впадает в реку Шелонь в Порховском районе.
Впадают притоки (км от устья)
- 15 км: река Веретенька
- 43 км: река Дубенка
- 50 км: река без названия
- 53 км: река Детоха
- 76 км: река Чернейка